# Publio Curiacio Fisto Trigémino
Publio Curiacio Fisto Trigémino  fue un político romano del siglo V a. C. perteneciente a la gens Curiacia. Dionisio de Halicarnaso le da el nomen «Horacio», tanto en el consulado como en el decenvirato. El cognomen «Trigémino» quizá señalaba que pretendía ser descendiente de uno de los tres Curiacios que lucharon con los Horacios.
Ocupó el consulado en el año 453 a. C., con Sexto Quintilio Varo de colega. Fue uno de los primeros decenviros (elegido en el año 451 a. C.) que elaboraron la Ley de las XII Tablas.